# Бауман Карл Янович
Карл Янович Бауман (нар. 29 серпня 1892, містечко Лемзаль Вількенської волості Валмієрського повіту Ліфляндської губернії, тепер Латвія — 14 жовтня 1937, Лефортовська в'язниця НКВС міста Москви) — радянський партійний діяч, 1-й секретар Московського обкому ВКП(б), 1-й секретар Середньоазіатського бюро ЦК ВКП(б), секретар ЦК ВКП(б). Член ВЦВК і ЦВК СРСР. Член ЦК ВКП(б) (1925—1937). Кандидат у члени Секретаріату ЦК ВКП(б) з 11 квітня 1928 по 29 квітня 1929 року. Член Організаційного бюро ЦК ВКП(б) з 11 квітня 1928 по 4 лютого 1932 року. Кандидат у члени Політичного бюро ЦК ВКП(б) з 29 квітня 1929 по 26 червня 1930 року.

## Біографія
Народився 17 (29) серпня 1892 року в селянській родині, рано залишився без батька. Закінчив рік сільської початкової школи, три класи міської школи в Лемзалі. З 1907 по лютий 1908 року — учень сільськогосподарської школи в місті Пскові.
Член РСДРП(б) з вересня 1907 року.
З лютого по вересень 1908 року перебував у в'язниці міста Пскова. У 1908—1909 роках працював у господарстві матері в Лемзалі. З травня 1909 по травень 1910 року перебував у в'язниці міста Вольмара Ліфляндської губернії. З травня 1910 по лютий 1911 року працював у господарстві матері в Лемзалі. З лютого 1911 по квітень 1912 року перебував у в'язницях міст Риги і Вендена Ліфляндської губернії.
З серпня 1912 по травень 1913 року готувався до складання екстерном екзаменів у Санкт-Петербурзі.
У вересні 1913 — жовтні 1915 року — студент Київського комерційного інституту. У жовтні 1915 — червні 1916 року — студент Саратовського комерційного інституту.
У червні 1916 — лютому 1918 року — конторник Київського облікового банку. Учасник Жовтневого перевороту 1917 року в Києві.
У лютому 1918 року — комісар з націоналізації банків Народного комісаріату фінансів Української СРР в Києві.
Весною і літом 1918 року хворів, переховувався в селі Юр'єво Путивльського повіту Курської губернії.
У серпні 1918 — лютому 1919 року — секретар правління Спілки банківських службовців у Києві. У лютому — серпні 1919 року — керуючий відділення Народного банку в Києві.
У вересні — грудні 1919 року — старший інспектор Народного комісаріату фінансів у Москві.
У січні — квітні 1920 року — завідувач Путивльського повітового відділу народної освіти Курської губернії.
У квітні — серпні 1920 року — голова виконавчого комітету Путивльської повітової ради Курської губернії.
У серпні — жовтні 1920 року — голова виконавчого комітету Грайворонської повітової ради Курської губернії.
У жовтні — листопаді 1920 року — голова Курської губернської ради профспілок.
14 грудня 1920 — 9 травня 1923 року — відповідальний секретар Курського губернського комітету РКП(б).
У серпні 1923 — серпні 1924 року — заступник завідувача організаційно-інструкторського відділу ЦК РКП(б).
У серпні 1924 — лютому 1928 року — завідувач організаційно-розподільного відділу Московського губернського комітету ВКП(б).
У лютому — жовтні 1928 року — завідувач відділу з роботи в селі ЦК ВКП(б).
27 листопада 1928 — 6 квітня 1929 року — 2-й секретар Московського губернського комітету ВКП(б).
1 квітня — 14 вересня 1929 року — голова Організаційного бюро ЦК ВКП(б) по Центрально-Промисловій — Московській області. 6 квітня — 14 вересня 1929 року — 1-й секретар Московського губернського комітету ВКП(б).
З 29 квітня 1929 року по 4 лютого 1932 року — секретар ЦК ВКП(б).
18 вересня 1929 — 22 квітня 1930 року — 1-й секретар Московського обласного комітету ВКП(б).
У жовтні 1930 — лютому 1931 року — уповновадений ЦК ВКП(б), у лютому 1931 — серпні 1934 року — 1-й секретар Середньоазіатського бюро ЦК ВКП(б) в місті Ташкенті.
13 травня 1934 — 14 квітня 1937 року — завідувач планово-фінансово-торгового відділу ЦК ВКП(б) та завідувач відділу науки, науково-технічних винаходів і відкриттів ЦК ВКП(б).
12 жовтня 1937 року заарештований органами НКВС СРСР. Відразу ж після арешту був жорстоко побитий і через два дні, 14 жовтня, помер у Лефортовській в'язниці. У справі Баумана є лише один документ — написана ним в день смерті заява, залита кров'ю. 
15 липня 1955 і 23 червня 1989 року реабілітований головною військовою прокуратурою. Рішенням КПК при ЦК КПРС від 19 серпня 1955 року відновлений у партії.

## Пам'ять
У 1931—1936 роках селище Пяндж в Таджикистані мало назву Бауманабад. У 1932—1937 роках місто Шафіркан і Шафірканський район Бухарської області Узбекистану називалися Бауман і Бауманський район.